# Epinephelus bleekeri
 Epinephelus bleekeri és una espècie de peix de la família dels serrànids i de l'ordre dels perciformes.

## Morfologia
Els mascles poden assolir els 76 cm de longitud total.

## Distribució geogràfica
Es troba des del Golf Pèrsic fins a Taiwan, Indonèsia i el nord d'Austràlia.